# Бојан Пајтић
Бојан Пајтић (Сента, 2. мај 1970) српски политичар, правник и универзитетски професор. Бивши је председник Извршног већа и Покрајинске владе Војводине (2004—2016), председник Демократске странке (2014—2016) и народни посланик после парламентарних избора 2016.

## Биографија
Бојан Пајтић је рођен 2. маја 1970. године у Сенти, од оца свештеника Лазара и мајке Анђелије. Основну и средњу школу (правни смер), завршио је у родном граду.
Као младић у Сенти, док му је отац водио локално позориште, био је аматерски глумац.
Дипломирао је на Правном факултету у Новом Саду 1995. године. На матичном факултету одбранио је магистарску тезу под називом Фидуцијарни споразуми као средство обезбеђења облигационо-правних потраживања. Бојан Пајтић је 20. августа 2008. на Правном факултету у Новом Саду одбранио докторску дисертацију из области грађанско-правних наука под називом „Брачни имовински уговори“.

У 2018. години је боравио на научном усавршавању на Универзитету у Хајделбергу.
Од страних језика говори енглески и мађарски, а служи се француским језиком. Ожењен је и са супругом Весном има синове Андреја и Стефана.
Октобра 1996. године изабран у звање асистента приправника на предмету Облигационо право. За доцента на предмету Облигационо право изабран је 2009. године, а у звање ванредног професора 2014. године.
Радио је и у Окружном суду у Новом Саду.

### Научни рад
Област научног интересовања др Бојана Пајтића је облигационо право.

Научне радове је објављивао у часописима „Правни живот“, „Право - теорија и пракса“, „Гласник Адвокатске коморе Војводине“, „Зборник радова Правног факултета у Нишу“, „Зборник радова Правног факултета у Новом Саду“. 

Аутор је и коаутор преко 40 научних и стручних радова у домаћим и међународним часописима из области облигационог, стварног и породичног права. 
У априлу 2018. године је држао предавања на Универзитету Коменског у Братислави у својству гостујућег професора.

### Политички рад
Пајтић је члан Демократске странке од септембра 1996. године. Убрзо је постао члан Градског одбора ДС Нови Сад и њен портпарол, а потом и председник Покрајинског одбора ДС, члан Главног одбора ДС, члан Председништва ДС и потпредседник ДС.
Од 2000. био је члан Извршног одбора Скупштине града Новог Сада, задужен за општу управу и прописе. Након локалних избора одржаних у септембру 2000. године, изабран је за потпредседника Извршног одбора.
У току целог скупштинског сазива 2000-2003. обављао је дужност председника Законодавног одбора Народне скупштине Републике Србије. Од марта до децембра 2003. био је Шеф посланичког клуба „ДОС - реформе Србије“.
Од новембра 2004. председник је Владе Аутономне Покрајине Војводине а 16. јула 2008. поново је изабран на ту функцију. Након избора 2016. године, на овом месту замењује га Игор Мировић из Српске напредне странке.
На XI скупштини ДС, 22. фебруара 2004, и на XII Скупштини, 18. фебруара 2006, изабран је за потпредседника Демократске странке, а на XV скупштини ДС, 25. новембра 2012, изабран је за заменика председника. На XVIII ванредној скупштини ДС-а, која је одржана 31. маја 2014, изабран за председника Демократске странке.
Јуна 2016. у отвореном писму члановима ДС-а и медијима лидер Демократске странке Бојан Пајтић предлаже да се та партија заложи за улазак Србије у НАТО, уз објашњење да је ДС био у „заблуди да овако мала земља може себи да приушти луксуз балансирања између Истока и Запада”. На унутарстраначким изборима у ДС-у, одржаним 24. септембра 2016. Бојан Пајтић је освојио 16,09% гласова и завршио на трећем месту, иза Зорана Лутовца (19,8%) и Драгана Шутановца (59%). Следећег дана поднео је неопозиву оставку на дужност шефа посланичке групе ДС-а. Априла 2017. току антирежимских протеста, Бојан Пајтић је преко друштвених мрежа поднео оставку на мандат народног посланика у знак подршке студентима. Бојан Пајтић је на свом Твитер налогу написао да даје „неопозиву оставку на мандат народног посланика у знак подршке нашим студентима”.

## Одабрана дела

### Књиге
- Пајтић, Бојан; Радовановић, Сања; Дудаш, Атила (2018). Облигационо право. Центар за издавачку делатност Правног факултета у Новом Саду. ISBN 978-86-7774-194-5.
- Пајтић, Бојан (2014). Јемство. Б. Пајтић.

### Научни радови
- Пајтић, Бојан (2018). „PRAVNO UREĐENJE INSTITUTA JEMSTVA I NJEGOVIH DERIVATA – PROBLEMI I PREDLOZI DE LEGE FERENDA –”. Зборник радова Правног факултета у Новом Саду. LII - 1: 169–180. Архивирано из оригинала 02. 10. 2018. г. Приступљено 2. 10. 2018.
- Пајтић, Бојан (2017). „PROBLEM DOPUŠTENOSTI FIDUCIJARNOG PRENOSA SVOJINE U NAŠEM PRAVU – PREDLOZI "DE LEGE FERENDA"”. Зборник радова Правног факултета у Новом Саду. LI - 1: 115–126. Архивирано из оригинала 02. 10. 2018. г. Приступљено 2. 10. 2018.
- Пајтић, Бојан (2015). „ODNOS UGOVORA O JEMSTVU I SRODNIH INSTITUTA PRIVREDNOG PRAVA”. Зборник радова Правног факултета у Новом Саду. XLIX - 1: 149–155. Архивирано из оригинала 02. 10. 2018. г. Приступљено 2. 10. 2018.
- Пајтић, Бојан (2015). „BANKARSKA GARANCIJA U SRPSKOM I EVROPSKIM PRAVNIM SISTEMIMA”. Зборник радова Правног факултета у Новом Саду. XLIX - 3: 1127–1134. Архивирано из оригинала 02. 10. 2018. г. Приступљено 2. 10. 2018.